# Parker Hale M85
Parker Hale M85 — британская снайперская винтовка, разработанная после Фолклендской войны.
Ствол — плавающего типа. Приклад сделан из дерева. В затыльной части крепится амортизирующая прокладка. Снайперская винтовка имеет телескопический прицел, дистанционный барабанчик с градуировкой. В основе действия снайперской винтовки Parker-Hale М85 - всё тот же маузеровский затвор.
Винтовка была разработана английской компанией Parker-Hale в 1986 году для вооружения полицейских формирований и армейских подразделений  под патроны калибра 7.62 NATO, 308 Winchester.
Основой для создания послужила винтовка модели М82, которая пользовалась большим успехом среди английских снайперских винтовок в 1970-1980-х годах.  

## Устройство
Снайперская винтовка Parker Hal M85 является магазинной неавтоматической винтовкой.
В основе действия лежит прекрасно зарекомендовавший себя маузеровский затвор. 
Ствол - утяжеленный, плавающего типа. Нарезы ствола выполнены методом холодной ковки и рассчитаны на 5 тыс. выстрелов.
На винтовке установлен флажковый неавтоматический предохранитель в задней части затвора. 
Положение флажка  предохранителя:
«огонь»- левое, 
«предохранитель»- правое.
Для установки глушителя или пламегасителя на своле имеется резьба.
Длину приклада можно изменят с помощью накладок с 315 до 415 мм., изготавливается он из дерева. Для комфортной стрельбы в затыльной части приклада установлена резиновая амортизирующая прокладка. Снабжена пистолетной рукояткой, которая имеет рифленую поверхность.
М85 рассчитана на долговременное использование в неблагоприятных условиях.  
Снабжена кронштейном для крепления сошек, шарнир которой позволяет наклон в 14 градусов.  
Винтовка оснащена стандартным оптическим прицелом 6x42 Schmidt & Bender, телескопического типа 6х42, выверенный под патрон 7,62х51 мм. Прицел имеет дистанционный барабанчик с градуировкой на дальности 200-900 м и обеспечивает поражение ростовой мишени первым выстрелом на дальности до 600 м. 
Снайперская винтовка Parker Hale M85 может оснащаться различными телескопическими и оптическими прицелами, однако лишь стандартный 6-кратный прицел гарантирует 85% попаданий в цель на дальности до 900 м. 
Выпуск снайперской винтовки Parker-Hale M85 прекратился 1990 году. Компания Parker-Haleи продала проект М85 американской фирме Gibbs Rifle Company, которая в свою очередь продолжила производство винтовки модели 85 под прежней маркой «Parker-Hale».  

## Внешние ссылки
- Описание снайперской винтовки Parker Hale M85 на сайте weapon.at.ua